# S7 Airlines-vlucht 778
S7 Airlines-vlucht 778 was een passagiersvlucht die werd uitgevoerd op 9 juli 2006 door een Airbus A310-300 van Moskou naar Irkoetsk. Tijdens de landing op het vliegveld in Irkoetsk schoof het toestel van de baan, en gleed vervolgens nog honderden meters door over gras. Tijdens de landing raakte het toestel zeer sterk beschadigd. Televisiebeelden laten zien dat alleen de staart van de Airbus nog heel is. Bij de landing ontstond een brand. Pas na twee uur blussen was die gedoofd.
Aan boord waren 193 passagiers en tien bemanningsleden. 75 passagiers en drie bemanningsleden hebben de landing overleefd. In totaal waren er 125 doden. Bijna 60 personen moesten naar het ziekenhuis, waaronder diverse zwaargewonden. 15 Mensen waren lichtgewond en konden meteen doorreizen. Volgens sommige overlevenden hebben zij hun leven te danken aan een steward omdat het hem lukte een deur in de staart van het vliegtuig te openen.
Een zegsman zei tegen de Russische media: "Het vliegtuig kwam niet recht op de landingsbaan terecht tijdens de landing. Het ging met een ongelofelijke snelheid".
Aan boord van het toestel waren veel kinderen die op vakantie gingen naar het Baikalmeer vlak bij Irkoetsk. Naast Russen waren er ook drie Chinezen, drie Wit-Russen en twee Duitsers, Moldaviërs en Zuid-Koreanen aan boord. Onder de doden bevond zich ook Sergey Koryakov, een regionaal hoofd van de FSB en Maria Raspoetina, een dochter van schrijver Valentin Raspoetin.

## Oorzaak
Uit de eerste onderzoeken bleek dat de straalomkeerder van de linkermotor was gedeactiveerd omdat hij kapot was. Omdat de piloot het toestel wilde afremmen gebruikte hij gewoon de straalomkeerder van de rechtermotor. Echter per ongeluk schoof hij de thrustlever van de linkermotor naar voren. Omdat de linkermotor opeens meer kracht leverde kon het toestel onvoldoende afremmen en schoot het vliegtuig van de baan af. Het toestel reed met een snelheid van honderd kilometer per uur tegen een betonnen muur. Vervolgens brak een brand uit.

## Vliegtuig
Het ging om een vliegtuig van S7 Airlines, met vliegtuigregistratie F-OGYP en manufacturer serial number 442. Het toestel werd afgeleverd in juni 1987 en had tot het ongeluk meer dan 52.000 vlieguren gemaakt in meer dan 10.000 vluchten. Het toestel werd aangedreven met Pratt & Whitney PW4152-motoren.
Volgens Airbus was het toestel in goede staat tijdens de laatste controle door hen. De meest recente "A Check" was uitgevoerd op 1 juni 2006. De "C Check", een strengere controle, werd uitgevoerd op 12 juli 2005 in Frankfurt am Main.